# Петрівка (Алчевський район)
Петрі́вка — село в Україні, в Алчевській міській громаді Алчевського району Луганської області. Населення становить 411 осіб. Орган місцевого самоврядування — Петрівська сільська рада.
Відповідно до Розпорядження Кабінету Міністрів України від 12 червня 2020 року № 717-р «Про визначення адміністративних центрів та затвердження територій територіальних громад Луганської області» увійшло до складу Алчевської міської громади. 

## Історія
Село постраждало внаслідок геноциду українського народу, вчиненого урядом СССР у 1932—1933 роках, кількість встановлених жертв — 114 людей.

## Населення
За даними перепису 2001 року населення села становило 411 осіб, з них 57,66 % зазначили рідною українську мову, 41,61 % — російську, а 0,73 % — іншу.